# ميتشكو
ميتشكو هو مصطلح يرجع البدء في استخدامه إلى مجموعة من المفكرين المكسيكيين في منتصف القرن العشرين والذين كانت لهم صلة بمجلة ميتشكو جراند ذات التأثير الكبير من أجل تحديد موقف فلسفي واجتماعي بالاعتماد على وجودية موثوقة للإنسان المكسيكي، الأمر الذي يعد وسيلة ناجعة لمواجهة تبعية النخبة المثقفة الرسمية تجاه طرق التفكير التي تعتبر شديدة الغرابة، وكل ذلك يسمح بفهم واقعي للحقيقة المكسيكية.
وقد أصرّت المجموعة على التهجئة غير الشائعة لتميز نفسها عن النخبة المثقفة الرسمية الأوروبية المركزية؛ حيث اعتقدوا أن الهجاء «ميتشكو» كان أكثر دقة من الناحية التاريخية حيث يعكس النطق النواتلي الأصلي للكلمة، وبناء على هذا السبب يمكن أن تكون اسمًا مناسبًا لمجموعة المفكرين المخصصة الأمر الذي من شأنه توفير فهم أصيل وواضح للهوية المكسيكية المسماة (ميكسكانيداد).
ومن بين الأعضاء البارزين بالمجموعة روزاريو ماريا غوتيريز إسكلدسين ومانيول سانشيز مارمول وفرانسيسكو خافيير سانتاماريا وخوسيه فاسكونسيلوس. وكان الدكتور ريكاردو ألفونسو سرابيا التاباسكي واي زوريلا أحد الداعمين المكرسين بالمجموعة والذي أيضًا عمل لفترة مديرًا لمجلة ميتشكو جراند. وقد ساهم في تحقيق المزيد من التوعية بأهداف مواقف المجموعة من خلال كتابة بحث بعنوان [فلسفة الفعل والمراجعة للتفكير الفلسفي لمتشيكو]، ضمن أعمال أخرى، والذي نُشر في جلسات مؤتمر الفلسفة الدولي الحادي عشر، بروكسل 1953.
يستشهد ساربيا واي زوريلا في عمل سابق بتعريف الحقيقة الذي قدمه الفيلسوف والرياضي المكسيكي غير المعروف والانعزالي إدموندو ستينا فيلاسكيز: الذي يقول «[أنها المعرفة] التي ترتبط بالوحدة المتكاملة من الوجود؛ فعالم الفكر سيظل يكشف لنا عن عالم خارجي، سواء أكان محسوسًا أم ماديًا، ولكنه عالم أحادي.» الحقيقة«التي هي الواقعية، تعتبر تركة كلية الوجود.» فقد رأى سرابيا واي زوريلا شهادة حقيقية للاعتقاد في الكلية المعرفية التي تعارض فكرة المعرفة كغاية يمكن الحصول عليها فقط من خلال الرؤية العلمية والتي بالأساس وبالضرورة تعتبر حقيقية الوجود وتجريبية (قارن بالاعتراف الذي أقر به سرابيا نفسه في نفس النص: «كل شيء متصل ومتسق ومترابط بانسجام ومحبة»).
أما خوسيه غوميز روبليدا، معلم وطبيب نفسي والسكرتير المساعد للتعليم العام أثناء إدارة أدلفو رويز كورتينيز، فقد نشر عام 1947 كتابًا بعنوان صورة المكسيك (Imagen del Mexicano). ووصف سرابيا واي زوريلا الدراسة بأنها «العمل الذي للمرة الأولى يدرس وجودية الإنسان المكسيكي» وخاصة في أبعاده النفسية العرقية ويثنى عليها لرؤيتها للإنسان والتي بفضل توازنها الفلسفي نجحت في تفادي أسوأ النزعات العقلانية الكونتية الوضعية ودون الانزلاق إلى الغموضية الكونية التي لا تعتبر أقل إشكالية لدى خوسيه فاسكونسيلوس (والذي وصفه البروفيسور سرابيا ذات مرة، دون فظاظة مقصودة، بأنه «الفيلسوف-الفنان»).

## وصلات خارجية
- El Pensamiento Filosófico de Meshico
- José Vasconcelos and His World
- Perspectivas docentes
- Où vont les philosophies
- Meshico grande in Worldcat: